# 古埂遗址
古埂遗址，亦称古埂岗遗址，是一处新石器时代遗址，位于安徽省肥西县上派镇。1976年，村民在耕作时于古埂岗挖到石器，遂向政府反映。1982年第二次全国文物普查时，肥西县文物工作组对古埂岗出土文物进行了鉴定，将古埂遗址定为肥西县文物保护单位。1983年和1987年，安徽省文物考古研究所、肥西县文物部门和安徽大学共同对古埂遗址进行了两次发掘。1998年，古埂遗址升级为安徽省文物保护单位。2007年在原址建成古埂公园。

## 分期
古埂遗址分为早晚两期。早期遗存以夹砂红陶为主，出土文物的形制、纹样与侯家寨二期文化相近。晚期遗存发生重要变革，文物开始呈现大汶口文化晚期至龙山文化早期特征，聚落规模开始增长并出现分层化趋势。